# Астротурфинг
Астроту́рфинг — маскировка искусственной общественной поддержки под общественную инициативу. Имеет преимущественное распространение в интернете и направлена на имитацию широкой общественной поддержки людей, организаций или их деятельности.
Термин происходит от названия американской компании AstroTurf, производящей искусственное покрытие для стадионов, которое имитирует траву, подобно тому, как сфабрикованная общественная инициатива имитирует настоящую (обозначаемую в английском языке термином grassroots — в буквальном переводе «корни травы»). Астротурфинг широко применяется в бизнесе — с целью привлечения клиентов и повышения прибыли, либо очернения конкурирующих компаний, а также в политике — с целью укрепления поддержки той или иной политической силы. Большинство исследователей рассматривает астротурфинг как недобросовестную практику и вредное явление, вводящее большое количество людей в заблуждение, а также подрывающее доверие к подлинным общественным инициативам, которые могут быть расценены как поддельные.

## История
Термин «астротурфинг» восходит к 1985 году, когда сенатор от штата Техас Ллойд Бентсен высказался о массе пришедших ему писем, написанных от имени широкой общественности, а на самом деле созданных лоббистами страховых компаний:
Парень из Техаса может заметить разницу между корнями травы и «AstroTurf»… это сфабрикованная рассылка...
Оригинальный текст (англ.)A fellow from Texas can tell the difference between grass roots and «AstroTurf»… this is generated mail
Бентсен подразумевал, что пришедшие ему письма имеют к подлинным низовым инициативам такое же отношение, как продукция компании AstroTurf, производящей синтетическое покрытие для стадионов, имитирующее траву, — к настоящей траве. В оригинальной цитате содержится игра слов: для обозначения инициативы снизу в американской социологии используется термин grassroots — «корни травы». Соответственно, настоящая общественная инициатива — это «корни травы», а поддельная — её имитация, то есть продукция фирмы «AstroTurf».
Деятельность, сходная с современным астротурфингом, практиковалась ещё до широкого распространения интернета и даже до его изобретения. К примеру, в 1993 году в США, после принятия антитабачного закона, несколько компаний, производивших табачные изделия, создали «Национальный альянс курильщиков», который инициировал массовую кампанию в поддержку прав курильщиков, пытаясь преувеличить эту поддержку в обществе.
Одной из первых организаций, специализировавшихся на астротурфинге считается американская компания по связям с общественностью Bonner & Associates, которую в 1990-е и 2000-е годы журналисты обвиняли в наёмной работе в интересах определённых фирм, включая рассылку подложных писем.

## Особенности и методы
Астротурфинг применяется маркетологами, политтехнологами и спецслужбами различных государств для манипулирования пользователями интернета, а также сетевыми сообществами. Астротурфингу присущи некоторые черты:
- используются бригады наёмников, создающих и публикующих посты и комментарии определённой направленности;
- часто для имитации массовости регистрируется множество подставных учётных записей, которыми управляет гораздо меньшее число людей;
- в работу берутся идеи, которые потенциально могут быть поддержаны большим количеством людей (в том числе, не занимающихся астротурфингом);
- применяется техническая «накрутка» — увеличение количества просмотров, голосов за определённый вариант в опросах, или комментариев (как правило, небольшой длины) при помощи подставных учётных записей или людей, которым даётся соответствующее задание[1][2][8].

Основная особенность астротурфинга, которая отличает его от прямой рекламы или пропаганды, — это скрытая имитация «низовой инициативы», которая призвана изобразить поддержку корпорации, политической силы, либо тех или иных продуктов их деятельности группой людей, якобы с ними не связанных, а в реальности ими финансируемых. По данным исследований, в ряде случаев астротурфинг оказывается более эффективным средством достижения результата, чем реклама или пропаганда, поскольку массовое высказывание мнения рядовыми пользователями значительно реже вызывает сомнения и подвергается критическому осмыслению. Профессор социологии Оксфордского университета Филипп Ховард в исследованиях астротурфинга утверждал, что интернет значительно расширяет возможности лоббистов и политических движений в активизации групп людей. Большинство исследователей связывает явление астротурфинга исключительно с интернет-коммуникацией, поскольку характерная для интернета возможность сохранять анонимность позволяют имитировать массовость, создавая трудно идентифицируемых ботов и поддельные учётные записи, выдаваемых за других или несуществующих людей.
При необходимости (например, в социальных сетях, где в основном предполагается минимизация анонимности и публикация пользователями большого количества личных данных) учётным записям, используемым в астротурфинге, придаётся видимость реальной персоны: заполняется профиль, имитируется постоянная активность пользователя (часто генерируемая специальным программным обеспечением). Затем предварительно «состаренная» учётная запись используется непосредственно для астротурфинга. Также могут создаваться блоги, в которых публикуются записи, продвигающие чьи-либо интересы; при этом такие записи прикрываются большим количеством записей нейтрального содержания.
Хоть и астротурферы стремятся действовать скрыто, иногда становится возможным их разоблачение. К примеру, поддельные профили в социальных сетях периодически опознаются по использованию фотографии, на которой изображён другой человек, или из-за использования несколькими пользователями, действующими в одной и той же узкой сфере, схожей тактики поведения. В 2010 году профессор информатики Индианского университета Филиппо Менцер разработал программное обеспечение, которое, распознавая поведенческие особенности, способно выявлять астротурфинг в Твиттере.

## Бизнес
Астротурфинг широко применяется в бизнесе. Исследователи рассматривают его в качестве одной из тактик партизанского маркетинга. С его помощью компании стремятся продвигать свои товары и услуги на рынке. Они публикуют поддельные положительные отзывы о себе, а иногда и отрицательные — о конкурентах. В ряде случаев дискуссии в интернете о товарах и услугах конкурирующих компаний могут с обеих сторон вестись астротурферами. Ряд исследователей утверждает, что до трети всех отзывов потребителей в интернете являются поддельными. В отдельных случаях часть потребителей может заподозрить фальшивость положительных отзывов, что в дальнейшем может иметь для компании негативные последствия — от ущерба репутации до судебного разбирательства.
К астротурферам можно отнести и блогеров, которые получают от кого-либо вознаграждение (подарки, оплачиваемые поездки или участие в каких-либо мероприятиях), но не раскрывают этого, а также аналитиков и специалистов, за оплату и без раскрытия конфликта интересов публикующих исследования, выводы которых покрывают интересы заказчика. Главный критерий астротурфинга здесь состоит в сокрытии ангажированности, то есть рекламный пост в блоге астротурфингом не является.
Астротурфинг в коммерческой сфере может принимать форму низовых общественных кампаний в поддержку отдельных организаций. К примеру, в 2001 году корпорация Microsoft финансировала движение Americans for Technology Leadership (Американцы за лидерство в технологиях), которое инициировало массовое написание обращений в судебные инстанции США с целью защиты корпорации от антимонопольного иска и создания картины её поддержки широкой общественностью. В 2007 году поисковая система Ask.com развернула рекламную кампанию против поисковой системы Google, которую изобразила как монополиста, способного нанести вред интернету. В 2010 году была разоблачена деятельность компании «Reverb Communications», которая нанимала стажёров для публикации положительных отзывов о некоторых играх в iTunes Store. В 2017 году интернет-провайдер Fidelity Communications из американского штата Миссури спонсировал инициативу против расширения муниципальной широкополосной связи. Это вскрыл один из пользователей YouTube, обнаружив название провайдера в именах файлов на сайте инициативы. Затем компания призналась в финансировании инициативы.

### Правовое регулирование в разных странах
В ряде стран существуют законы, ограничивающие практику астротурфинга. К примеру, в США Федеральная торговая комиссия имеет право штрафовать компании, нарушающие принятые ей «Руководства по использованию рекомендаций и отзывов в рекламе». В 2009 году в этот документ были внесены поправки, учитывающие возможности партизанского маркетинга и астротурфинга. Соответствующая статья из «Руководств» фактически возлагает на компании ответственность за честность оставляемых о них отзывах. В Европейском союзе в 2005 году была принята «Директива о недобросовестных коммерческих практиках», которая не запрещает оплаченные отзывы, но при этом требует от компаний раскрывать факт их оплаты. В Великобритании действует закон о защите потребителей от недобросовестной торговли, в котором отдельно обозначен запрет маскировки под потребителя, а также добровольно принятые рекламной индустрией страны кодексы о недопустимой рекламе, продаже и маркетинге. В Австралии действует закон о защите прав потребителей, который имеет широкую формулировку о запрете «поведения, вводящего в заблуждение», но фактически выполнение этого раздела закона чаще всего обеспечивается судебными исками от конкурентов.

## Политика
Астротурфинг часто используется для симуляции общественной поддержки или дискредитации той или иной политической силы или предлагаемых идей. Конечной целью манипуляции является повышение влияния на массовое политическое сознание и электоральное поведение общества. Властями тех или иных государств астротурфинг может использоваться для продвижения непопулярных решений или для подрыва стабильности политических систем и режимов стран-конкурентов. Оппозиционные политические силы могут использовать такие методы с целью прихода к власти и закрепления в ней.

### Великобритания
В 2013—2018 годах в Великобритании действовала компания Cambridge Analytica, которая, согласно расследованию телеканала Channel 4, вмешивалась в выборы во множестве стран мира, включая президентские выборы в США в 2016 году, а также в референдум о членстве Великобритании в Европейском союзе, повлияв на его итог. Компания использовала в том числе и методы астротурфинга, создавая большое количество ботов и поддельных учётных записей.

### Китай
В Китае с середины 2000-х годов действует сеть интернет-пользователей, систематически высказывающих положительное мнение о правительстве Китая и его действиях. Согласно исследованиям, делается это за денежное вознаграждение, составляющее около 5 цзяо (мао) за один пост или комментарий. «Пять мао» на китайском языке звучит как «у мао», от чего интернет-бригады получили название «Умаодан» — «партия пяти мао», в англоязычных источниках также фигурирует название «50 Cent Army» — «50-центовая армия». По различным оценкам, количество таких пользователей по всему Китаю составляет от нескольких десятков до 300 тысяч человек. Предположительно, часть из них выполняет работу бесплатно.

### Россия
В начале 2000-х годов российские оппозиционные издания высказывали предположения о существовании в России «бригад», специально нанятых для распространения в интернете публикаций, создающих видимость широкой народной поддержки власти и её решений и неприятия оппозиции.
В 2013 году «Новая газета» рассказала о петербургской компании «Агентство интернет-исследований», которая, позиционируя себя как информационно-аналитическую компанию, занимается воздействием на общественное мнение в интересах российской власти как в России, так и за её пределами. Делается это силами специально нанятых сотрудников, в задачи которых входит публикация постов и комментариев на различных интернет-ресурсах с использованием методов астротурфинга — под подставными именами со специально созданных для этого учётных записей. Содержание комментариев должно поддерживать российскую власть и её решения, а также дискредитировать оппозицию и действия иностранных государств, идущие вразрез с интересами российской власти. Из-за свойственных астротурфингу в целом и используемых сотрудниками «Агентства» приёмов троллинга компания получила в обиходе название «Фабрика троллей», её сотрудников стали называть «кремлеботами», а также, из-за расположения офиса компании в историческом районе Ольгино на северо-западе Петербурга, — «Ольгинскими троллями». Ряд американских журналистов утверждает о вмешательстве российских платных троллей в выборы президента США в 2016 году и их вкладе в победу Дональда Трампа на этих выборах.
Путин в соцсетях
В российских соцсетях широко распространены публикации пользователей (т. н. «посты»), изображающие Владимира Путина улыбающимся, доброжелательным и миролюбивым. Исследование Би-Би-Си показало, что в десяти пропутинских группах на Facebook, большинство наиболее активных аккаунтов являются дубликатами (duplicate accounts). По мнению ББС, это является примером использования техники «astroturfing» для создания ложного впечатления высокой социальной поддержки Путина.

### США
В 2003 году, во время предвыборной кампании в США, принадлежащий Республиканской партии сайт «Team Leader» предлагал пользователям подписать письмо в поддержку Джорджа Буша в обмен на «баллы», которые затем можно было монетизировать. Идентичные письма с разными подписями тогда же опубликовали более ста американских газет.
В 2009 году информационное агентство Associated Press провело расследование, установившее, что на службе у Министерства обороны США находится около 27 тысяч сотрудников, отвечающих исключительно за связи с общественностью, и Пентагон тратит на их содержание около 4,7 миллиардов долларов в год. Генеральный директор агентства Том Керли утверждал, что армия США превратилась в мощную пропагандистскую машину, препятствующую независимой подаче информации о своих действиях.
В марте 2011 года американская IT-компания Ntrepid заключила с армией США контракт на 2,76 миллиона долларов на поставку армии программного обеспечения для ведения проамериканской пропаганды за пределами США (в основном, в странах Ближнего Востока). Предполагалось создание множества учётных записей в Twitter, Facebook и ряде других платформ, маскируемых под реальных людей, и контролируемых анонимными операторами из числа американских военных.

### Турция
В Турции спонсируемые правящей партией справедливости и развития (ПСР) интернет-тролли и политические комментаторы известны как «AK-тролли» (тур. AK Troller, Aktroller). Буквы AK взяты из аббревиатуры названия ПСР на турецком языке — «Adalet ve Kalkınma Partisi» (AKP). «AK-тролли» возникли в 2013 году после того, как во время массовых протестов, поводом для которых стала вырубка деревьев в парке Гези, недовольные использовали интернет для организации протестов и критики президента Реджепа Эрдогана. После этого по заказу ПСР была создана «New Turkey Digital Office», которая занималась пропагандой в пользу правящей партии и организацией кампаний по преследованию оппозиционных активистов. Помимо платных троллей, ПСР для пропаганды активно используются боты. В 2015 году было подтверждено, что «AK-тролли» напрямую финансируются правительством. Предположительно за работу «AK-троллей» отвечает молодёжное крыло ПСР.

### Украина
По сведениям ряда журналистов, на Украине в период президентства Петра Порошенко сформировалась сеть заказных троллей, которые распространяли с поддельных учётных записей позитивную информацию о действующем президенте и других чиновниках страны, а в 2019 году, во время предвыборной кампании, вели работу по дискредитации других кандидатов, в особенности против Владимира Зеленского, впоследствии выигравшего выборы. В обиходе эти тролли получили название «Порохоботы» (образованное от фамилии Порошенко).

## Оценки
Большинство исследователей рассматривает астротурфинг как вредное явление, противоречащее деловой этике, и сопряжённое с манипулированием общественным мнением, обманом и даже мошенничеством, а также угрожающее репутации подлинных массовых кампаний, за которыми стоят реальные люди, а также размывающее грань между сфабрикованным общественным мнением и реальным протестом или поддержкой чего-либо. По мнению британского журналиста Джорджа Монбио, использование астротурфинга способно разрушить интернет как площадку для конструктивных дискуссий. Исследования показывают, что использование астротурфинга в бизнесе зачастую снижает доверие к самой компании: из-за массовости создания поддельных отзывов потребители меньше им доверяют и больше полагаются на обзоры товаров. Однако даже авторы обзоров могут оказаться ангажированы и финансово заинтересованы.
В то же время некоторые специалисты по астротурфингу защищают эту практику. Американский журналист Райан Сэйджер в статье в New York Times заявил, что астротурфинг — не обман, а допустимая практика, которую позволительно использовать в бизнесе для достижения главных целей — привлечения клиентов и получения прибыли.